# تخشی‌محله
{{جعبه اطلاعات روستای ایران
|نام‌رسمی=
|روی‌نقشه=
|عرض‌جغرافیایی =
|طول‌جغرافیایی =
|تصویر=
|اندازه‌تصویر=
|برچسب‌تصویر=
|استان= گلستان
|شهرستان = گرگان
|بخش = بخش مرکزی
|دهستان= روشن آباد
|نام‌محلی=
|نام‌های‌دیگر=
|نام‌های‌قدیمی=
|سال‌بنیاد=
|جمعیت = ۶۷۸نفر
|رشدجمعیت=
|تراکم‌جمعیت=
|زبان=فارسی
|مساحت=
|ارتفاع=
|میانگین‌دما=
|میانگین‌بارش‌سالانه=
|شمارروزهای‌یخبندان=
|کد آماری    =۰۲۱۴۹۵
|ره‌آورد=
|پیش‌شماره= ۰۱۷
|وبگاه=
|جمله‌خوشامد=
|پانویس=
تخشی‌محله، روستایی از توابعِ بخش مرکزی شهرستان گرگان در استان گلستان ایران است.
این روستا از شرق در همسایگی للدوین و از غرب همسایه حیدرآباد و از سمت شمال منتهی به دشت گرگان است.

## جمعیت
این روستا در دهستان روشن آباد قرار دارد و براساس سرشماری سال ۱۳۸۵ جمعیت آن برابر با ۱۸۳ خانوار بوده‌است.
جمعیت روستا در سال ۱۳۸۷ نزدیک به۴۴ خانوار می‌باشد و ۱۷۳ نفر در روستا زندگی می‌کنند.